# اوستی (ناحیه وستین)
اوستی (به چکی: Ústí) یک منطقهٔ مسکونی در جمهوری چک است که در ناحیه وستین واقع شده‌است. اوستی ۵٫۴۳ کیلومتر مربع مساحت و ۵۷۳ نفر جمعیت دارد و ۳۶۰ متر بالاتر از سطح دریا واقع شده‌است.